# Conopholis panamensis
Conopholis panamensis är en snyltrotsväxtart som beskrevs av R. E. Woodson. Conopholis panamensis ingår i släktet Conopholis och familjen snyltrotsväxter. Inga underarter finns listade i Catalogue of Life.